# Aghabaji Rzayeva
Aghabaji Ismayil gizi Rzayeva (en azerí: Ağabacı İsmayıl qızı Rzayeva; 15 de diciembre de 1912, Bakú – 5 de julio de 1975, Bakú) fue una compositora de Azerbaiyán, Artista de Honor de la RSS de Azerbaiyán.

## Biografía
Aghabaji Rzayeva nació el 15 de diciembre de 1912 en Bakú. Su padre, Ismayil Rzayev, y su abuelo, Mirza Faraj Rzayev fueron intérpretes de canciones populares en tar.
En 1930 Aghabaji Rzayeva se graduó en Bakú. En 1940 estudió en una escuela de música donde impartía clases Said Rustamov que fue su profesor. Entre 1935 y 1944 actuó como intérprete de tar en la orquesta de instrumentos folclóricos de Azerbaiyán y también fue editora ejecutiva de música de la Radio de Azerbaiyán. Entre 1941 y 1947 estudió en la Academia de Música de Bakú.
El primer trabajo musical importante de la compositora fue "Marcha de Patria" escrito en 1941 para una orquesta de instrumentos populares. También fue autora de varias canciones y romances y de una comedia musical. En 1963 fue miembro del Sóviet Supremo de la República Socialista Soviética de Azerbaiyán.
Aghabaji Rzayeva falleció el 5 de julio de 1975 en Bakú y fue enterrada en el Segundo Callejón de Honor.

## Premios y títulos
- Artista de Honor de la RSS de Azerbaiyán (1960)
- Orden de la Bandera Roja del Trabajo
- Orden de la Insignia de Honor (1972)